# Quốc lộ 23
Quốc lộ 23 là tuyến giao thông đường bộ nối vành đai 3 của Hà Nội với Quốc lộ 2 tại Vĩnh Phúc.
Tuyến này bắt đầu từ đầu phía Bắc cầu Thăng Long thuộc địa phận xã Võng La, huyện Đông Anh, qua huyện Mê Linh và kết thúc tại chỗ giao với Quốc lộ 2 ở địa phận xã Tiền Châu, thành phố Phúc Yên, tỉnh Vĩnh Phúc.